# Vypsaná fixa
Vypsaná fixa (stilistisch: Vypsaná fiXa) is een Tsjechische band. De band is in 1994 ontstaan in Pardubice.

## Bandleden

### Huidige bandleden
- Michal 'Márdi' Mareda – Zang
- Milan 'Mejla' Kukulský – Gitaar
- Daniel 'Mejn' Oravec – Basgitaar
- Petr 'Pítrs' Martínek – Drums

### Voormalig bandlid
- Dejmal Terezka

## Discografie

### Studioalbums
- 2001 – Brutální všechno
- 2003 – Bestiálně šťastní
- 2005 – Krása nesmírná
- 2006 – V Fabric
- 2007 – Fenomén
- 2009 – Klenot
- 2010 – VFRPF
- 2011 – Detaily

### Compilatiealbum
- 2012 –  Čtyři slunce

### Demoalbums
- 1994 – No Burp!
- 1995 – Z niezscheho nic
- 1996 – Smutné a veselé vraždy
- 1998 – Lunapark
- 2000 – Nová jarní kolekce

### DVD
- 2006 – Před náma jedeme my